# 長寿吉
長 寿吉（ちょう ひさよし、1880年8月4日 - 1971年3月21日）は、日本の西洋史家。

## 経歴
1880年、大分県生まれ。長三洲の長男。弟は貴族院議員を務めた長世吉。号は岵雪。1904年、東京帝国大学文学部西洋史学科を卒業。奈良女子高等師範学校教授、学習院教授、九州帝国大学法文学部教授。1930年、「The Hohenzollern testaments and the diplomatic policy of the two electors」（ホーエンツォレルン遺書と二人の選帝侯の外交政策）」を京都帝国大学に提出して文学博士号を取得。1941年に九州帝国大学を定年退官。修齊女学院講師。戦後は上智大学教授を務めた。
近世ドイツの政治史を研究した。同郷の人物である広瀬淡窓についても研究と著作がある。墓所は多磨霊園。

## 著書
- 『新西洋史解説』冨山房 1934
- 『東西南北人 学苑随筆』第一書房 1936
- 『一茎一花』白水社 1939
- 『猶太と反猶太』白水社 1940
- 『概観西洋通史』同文書院 1940
- 『アイルランド自由国』 (教養文庫) 弘文堂 1940
- 『近世欧洲史研究』冨山房 1944
- 『梅園から淡窓へ』(日本叢書) 生活社 1946
- 『自由思想と近世教会』(自由文化叢書) 惇信堂 1946
- 『英国婦人政権運動史 ミルの婦人論以後』桜菊書院 1947
- 『世界歴史大系 西洋近世史3-4』平凡社 1948
- 『史學概論』三省堂 1948

### 共著
- 『ルネサンスの研究 (西洋史論) 』大類伸共著, 東北大學西洋史研究會 正統社 1949

### 編校訂
- 広瀬淡窓『淡窓詩話・約言或問』校 岩波文庫 1940
- 『広瀬淡窓旭荘書翰集』小野精一共編 弘文堂 1943

### 翻訳
- アンドレ・モーロア『現代英国君主制』矢代書店 1946
- ヨハネス・ラウレス『キリスト教的ヨーロッパ史』編訳 中央出版社 1954
- ヨハネス・ラウレス『キリスト教的ヨーロッパ史 附録』編訳 中央出版社 1955

### 記念論集
- 『政治と思想 西洋史論叢』長博士還暦記念論文集刊行会編. 冨山房 1943